# Подлесцы (Ровненская область)
Подлесцы (укр. Підлісці) — село в Ярославичской сельской общине Дубенского района Ровненской области Украины.
До 2020 года входило в Млиновский район.
Население по переписи 2001 года составляло 85 человек. Почтовый индекс — 35112. Телефонный код — 3659. Код КОАТУУ — 5623889805.